# ویرجینیا لاگو
ویرجینیا لاگو (انگلیسی: Virginia Lago؛ زادهٔ ۲۲ مهٔ ۱۹۴۶) بازیگر و مجری اهل آرژانتین است.